# Всероссийское кремационное общество
Общество развития и распространения идей кремации в РСФСР («ОРРИК», с 1932 года — Всероссийское кремационное общество) — созданное в Москве в сентябре 1927 г. общество для пропаганды идей кремации среди населения. В круг деятельности этого общества входили: устройство лекций, докладов, совещаний, экскурсий, разработка вопросов кремации и кремационного строительства, издание трудов по кремации и так далее. Работало в тесном взаимодействии с Союзом воинствующих безбожников.

## История общества
Членские взносы составляли 50 копеек в год. Членские билеты за первыми номерами были, согласно тогдашней традиции, переданы Сталину, Молотову, Калинину (никто из них троих в итоге не был кремирован) и другим членам высшего партийного руководства. Считалось, что коммунисты, как люди передовых взглядов, должны показывать пример и в этом деле. Численность общества была невелика - в 1929 году оно объединяло 2,5 тысячи человек по всему СССР.
С 1930 года Общество фактически бездействовало и к 1936 году было фактически ликвидировано.